# 大陆大区 (赤道几内亚)

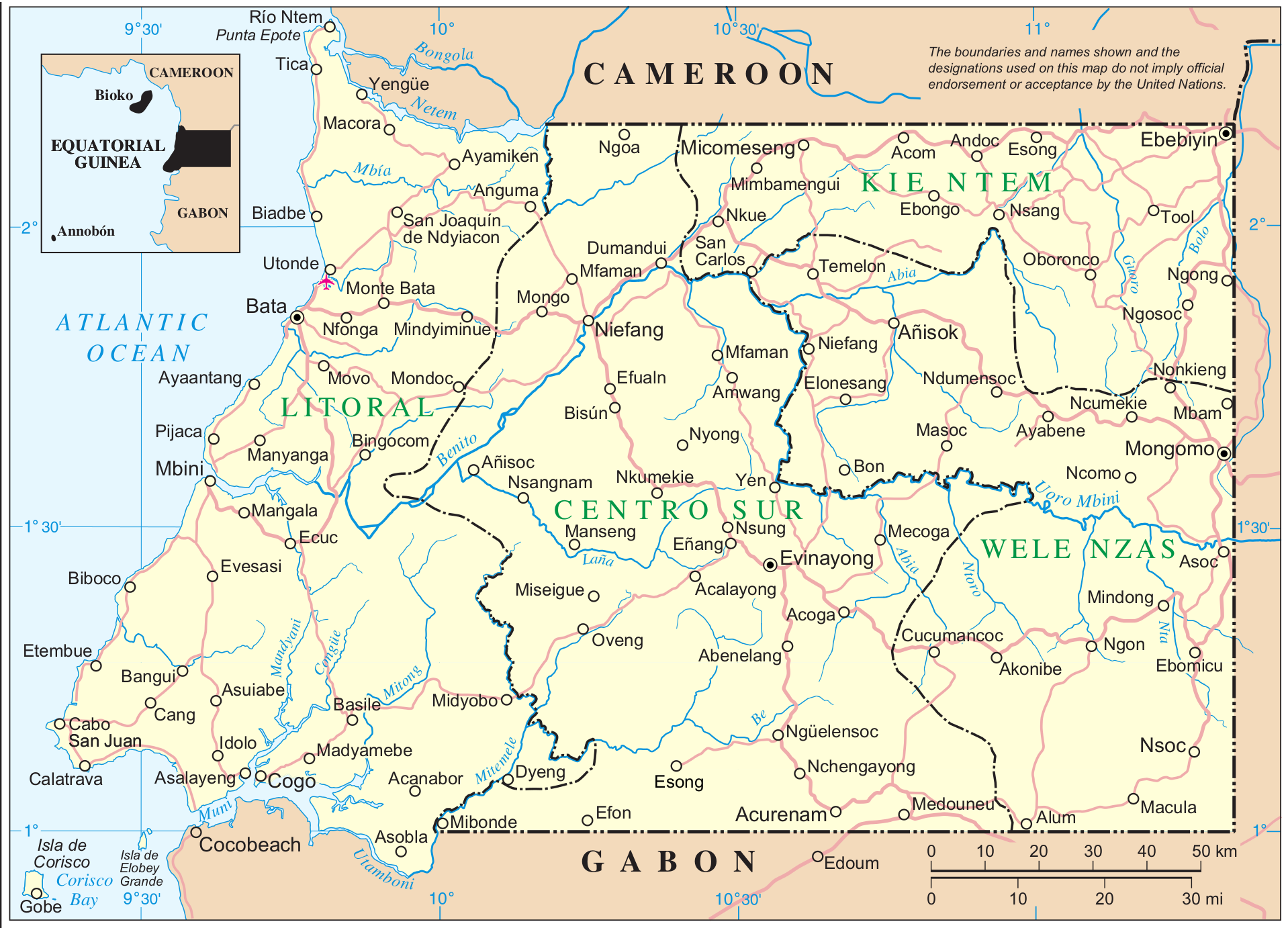

大陆大区（西班牙語：Región Continental），舊称木尼河區（Districto de la Río Muni），是赤道几内亚的大陆部分，位于几内亚湾东岸，臨近木尼河，面积为26017平方公里，总人口约有60万，主要为芳族人。
大部为高原，一般海拔600－900米，最高点1500米，沿海是平原低地；热带雨林气候，年降水量2000－2500毫米；河流较多。
1843年－1846年为西班牙殖民地西属几内亚一部分，1959年划为西班牙的海外省，1968年赤道几内亚独立后成为它两个省之一，该地区为“木尼河省”，后被分为中南省、基埃恩特姆省、滨海省、韦莱恩萨斯省四省。